# 川島拓
川島 拓（かわしま たく、1991年1月18日 - ）は、地方競馬の佐賀競馬場土井道隆厩舎所属の騎手。地方競馬教養センター騎手課程第89期生。

## 来歴
高校卒業後、地方競馬教養センターに入所。2011年3月31日付けで地方競馬騎手免許を取得した。
佐賀競馬の土井道隆厩舎に所属となり、2011年4月9日の佐賀競馬2Rでデルマアヌビスに騎乗しデビュー（9頭立て9番人気8着）。同年4月24日に佐賀競馬2Rでメイメイハクハクで優勝し初勝利を挙げた（8頭立て1番人気）。
2014年1月15日に高知競馬場で行われた全日本新人王争覇戦に騎乗、9人中7位だった。
同年8月3日、佐賀競馬2Rをステイシーファレルに騎乗し1着。通算100勝を達成した。
2018年九州オールカマーをキングプライドで制し、重賞初制覇。
2021年9月18日、佐賀8Rでリュウジンに騎乗し、1着。地方通算500勝をあげた。

## 主な騎乗馬
- キングプライド（2018年九州オールカマー、球磨川賞、佐賀スプリングカップ、2020年はがくれ大賞典、佐賀スプリングカップ）
- ムーンオブザクイン（2021年九州ジュニアチャンピオン、2022年飛燕賞）
- ムーンオブザサマー（2024年佐賀ユースカップ）
- ポリスヴィークル（2024年カペラ賞）
- ムーンオブザエース（2025年飛燕賞、佐賀皐月賞、九州優駿栄城賞）